# MEMS

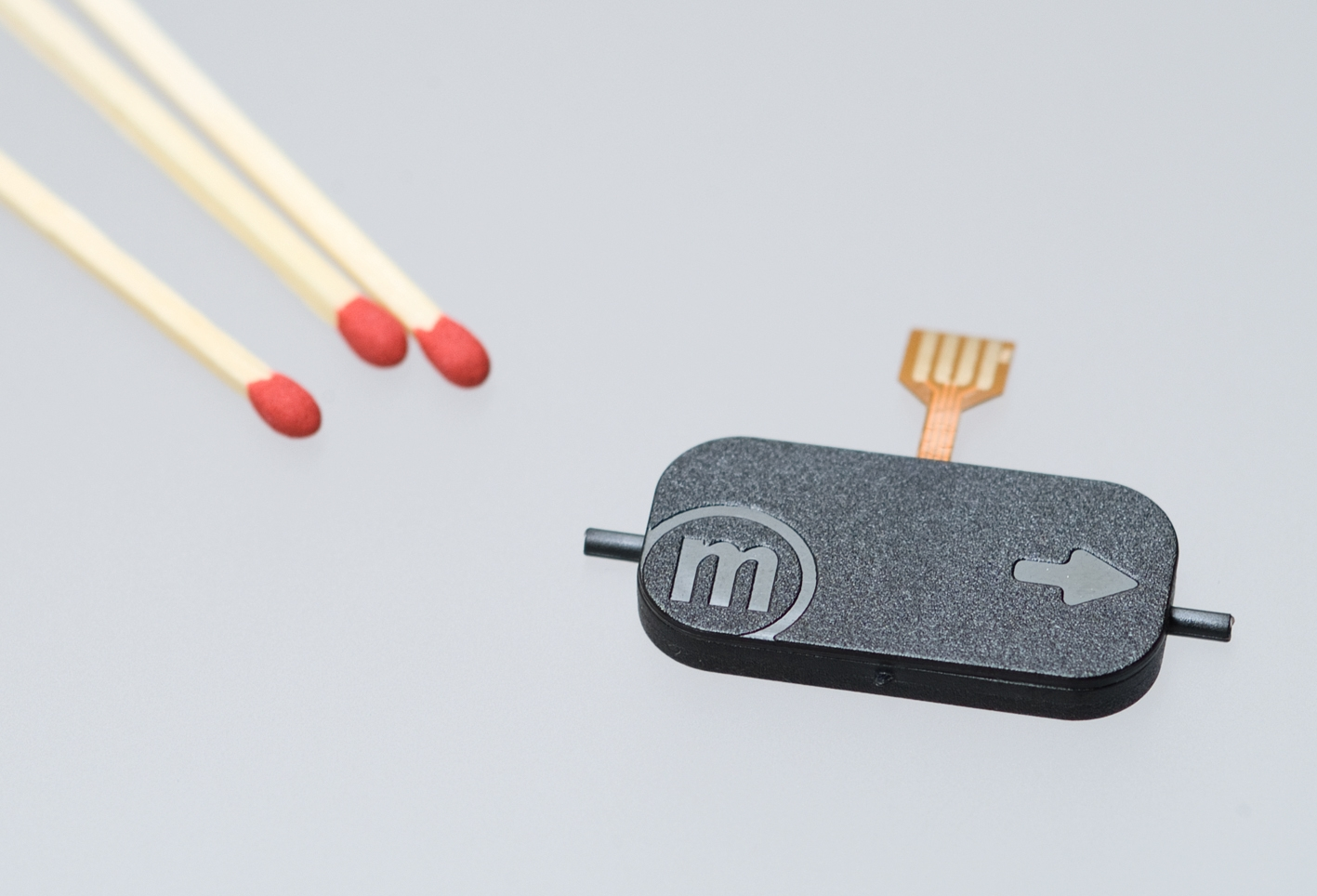
Esempio di MEMS: una micropompa fotografata a fianco a dei fiammiferi

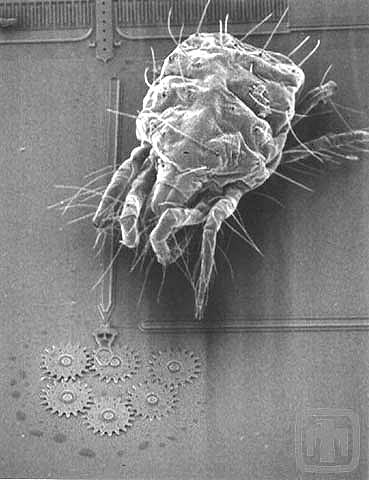
Confronto delle dimensioni di un acaro con degli ingranaggi MEMS.

I sistemi microelettromeccanici, spesso detti MEMS (acronimo di micro electro-mechanical systems), sono un insieme di dispositivi microscopici di varia natura (meccanici, elettrici o elettronici) integrati su uno stesso substrato di materiale semiconduttore, ad esempio silicio, che coniugano le proprietà elettriche degli integrati a semiconduttore con proprietà opto-meccaniche.
Si tratta dunque di sistemi "intelligenti" che abbinano funzioni elettroniche, di gestione dei fluidi, ottiche, biologiche, chimiche e meccaniche in uno spazio ridottissimo, integrando la tecnologia dei sensori e degli attuatori e le più diverse funzioni di gestione dei processi. Si parla anche di NEMS (nano electro-mechanical systems), cioè sistemi analoghi ai MEMS, ma di dimensione nanometrica.

## Storia
Un primo esempio di dispositivo MEMS è il transistor a gate risonante, un adattamento del transistor MOS sviluppato da Harvey C. Nathanson nel 1965. Un altro esempio è il resonistor, un resonatore monolitico elettromeccanico brevettato da Raymond Wilfinger tra il 1966 e il 1971. Negli anni '70 e nei primi anni '80 sono stati sviluppati diversi microsensori su un MOSFET per la misurazione di parametri fisici, chimici, biologici e ambientali. Nel 1997 è stato presentato il primo prodotto commerciale che utilizza la tecnologia MEMS: una cartuccia per stampanti a getto d'inchiostro prodotta da Hewlett-Packard.
Il termine "MEMS" è stato introdotto nel 1986. S.K. Jacobsen (PI) e J.E. Wood (Co-PI) hanno introdotto il termine "MEMS" in una proposta DARPA (15 luglio 1986) intitolata "microelectromechanical systems (MEMS)" presentata all'Università dello Utah.
Il termine "MEMS" è stato presentato in un intervento su invito di S.K. Jacobsen intitolato "Microelectromechanical Systems (MEMS)" all'IEEE Workshop on Microrobots and Teleoperators, Hyannis, Massachusetts, 9-11 novembre 1987.
Il termine "MEMS" è stato coniato in un articolo di J.E. Wood, S.K. Jacobsen e C.W. Grace intitolato "SCOFSS: A small cantilevered fiber optic servo system" (SCOFSS: un piccolo sistema a fibre ottiche a sbalzo) pubblicato negli IEEE Proceedings Micro Robots and Teleoperators Workshop, Hyannis, Massachusetts, 9-11 novembre 1987.

## Funzionamento
Il funzionamento di un MEMS si può descrivere considerando il circuito integrato come il "cervello" del sistema che rende possibile il monitoraggio dell'ambiente circostante tramite gli altri dispositivi ("sensi" e "braccia") presenti sullo stesso chip. In questo modo il sistema raccoglie le informazioni misurando fenomeni meccanici, termici, biologici, ottici e magnetici; l'elettronica processa le informazioni derivate dai sensori e reagisce abilitando gli attuatori a rispondere tramite movimenti, posizionamenti, filtrazioni, pompaggi o anche riverificando, tramite gli stessi sensori, le variazioni avvenute nell'intervallo di tempo nell'ambiente circostante. Si ha quindi un sistema in grado di captare informazioni dall'ambiente traducendo le grandezze fisiche in impulsi elettrici, di elaborare tali informazioni facendo uso di opportune logiche ed, infine, di rispondere con alcune azioni. 
I sensori possono misurare fenomeni di varia natura: meccanica (suoni, accelerazioni e pressioni, per fare alcuni esempi), termica (temperatura e flusso di calore), biologica (potenziale cellulare), chimica (pH), ottica (intensità della radiazione luminosa, spettroscopia), magnetica (intensità del flusso). Le tecnologie MEMS promettono di rivoluzionare intere categorie di prodotti proprio per il fatto di integrare in uno stesso dispositivo le funzioni più diverse. Un minuscolo chip di silicio diventa ora un sensore di pressione, ora un accelerometro, ora un giroscopio e così via. I vantaggi dei MEMS si possono riassumere nel fatto che sono in grado di eseguire le stesse funzioni di rilevazione, elaborazione e attuazione di oggetti molto più ingombranti e costosi.

## Applicazioni
La tecnologia dei microsistemi è adottata negli ambiti applicativi più vari, molti dei quali si basano su microscopici specchi o lenti oscillanti in versione singola o array che vengono usati per realizzare complessi apparati opto-elettronici, quali per esempio: commutatori per segnali laser, sensori per telescopi, lenti deformanti, proiettori e display avanzati, ma anche sensori inerziali, accelerometri di precisione, scanner retinici, otturatori digitali, interferometri, sensori per misure sofisticate.
Nell'ambito dell'elettronica delle microonde (1 GHz - 100 GHz), il dispositivo MEMS è impiegato come singolo interruttore (o switch) per realizzare applicazioni più complesse come sfasatori, reti di adattamento, filtri risonanti, reti di alimentazioni per antenne array ed in genere sistemi riconfigurabili.
Anche nella tecnologia della chimica e della bioingegneria vengono utilizzati i MEMS per nuove soluzioni. Tra le applicazioni, troviamo micromotori elettrici del diametro di due millimetri e della lunghezza di dieci, ingranaggi epicicloidali inclusi. La fabbricazione di dispositivi MEMS, si basa sostanzialmente sui metodi e gli strumenti utilizzati dalla microelettronica. Le parti elettroniche sono infatti realizzate usando i processi standard dei circuiti integrati; gli stessi processi vengono utilizzati anche per fabbricare componenti meccanici o componenti di altra natura. L'integrazione di elementi meccanici, di sensori, di attuatori e di circuiti elettronici in uno stesso substrato apre nuove possibilità in svariati settori.

## Centri di ricerca

### In Italia
Anche in Italia si lavora con queste tecnologie. Uno dei più avanzati centri di ricerca, sviluppo e produzione di MEMS in Europa si trova in Valle d'Aosta, ad Arnad, nel polo tecnologico del gruppo Olivetti Tecnost. Tra le produzioni del centro ci sono i MEMS per le testine di scrittura delle stampanti. La ricerca prevede di studiare prospettive e modalità di utilizzo di accelerometri MEMS, mediante strumenti di simulazione e prototipi sperimentali. Essa comprende due attività distinte: una di tipo prevalentemente elettronico, dedicata alla progettazione di sistemi di misura basati su accelerometri MEMS, l'altra di carattere informatico/automatico, volta allo sviluppo di algoritmi per l'utilizzo di tali sistemi. La più grande fabbrica europea ed una delle maggiori al mondo per la produzione di MEMS è quella di STMicroelectronics e si trova in Italia ad Agrate Brianza. Qui vengono prodotti in larga scala i sensori per le console da gioco Nintendo o per i lettori multimediali di Apple oltre a chip microfluidici per testine di stampa e applicazioni medicali.